# Neoxantina

Neoxantina tutto trans

La neoxantina è un carotenoide e xantofilla. Nelle piante è un precursore nella biosintesi dell'ormone acido abscissico. È prodotta dalla violaxantina per azione dell'enzima neoxantina sintasi.